# Эллефсен, Пауль
Йон Пауль Хе́йгаард Эллефсен (фар. Joen Pauli Højgaard Ellefsen; 20 апреля 1936, Мисфахур, Воар, Фарерские острова — 24 августа 2012) — фарерский государственный деятель, премьер-министр Фарерских островов (1981—1985).

## Биография
Родился в многодетной семье. В 1954—1956 гг. был рыбаком. Затем занимался телекоммуникациями, окончил бизнес-школу в Копенгагене. В 1969 г. стал правительственным инспектором, жил в Дании. В начале 1970-х годов он вернулся на Фарерские острова, работал бухгалтером. В 1975 г. он основал собственную аудиторскую фирму.
- 1974 г. — был избран в Лёгтинг,
- 1974—1990 гг. — председатель Партии Союза, выступающей за сохранение нынешнего статуса Фарерских островов,
- 1977—1987 и 1988—1990 гг. — один из двух членов датского Фолькетинга от Фарер,
- 1975—1976 г. и в 1979 г. — представитель Фарер в Северном Совете,
- 1981—1985 гг. — премьер-министр Фарерских островов.

В 1984 г. был награждён орденом Данеброг.